# Ewgeni Tanczew
Ewgeni Tanczew (bułg. Евгени Танчев) (ur. 21 sierpnia 1952 w Sofii) – bułgarski prawnik, nauczyciel akademicki, profesor, prezes Trybunału Konstytucyjnego Bułgarii (2009–2012), od 2016 rzecznik generalny Trybunału Sprawiedliwości Unii Europejskiej.

## Życiorys
W 1975 ukończył studia prawnicze na Uniwersytecie Świętego Klemensa Ochrydzkiego w Sofii. W 1977 został wykładowcą tej uczelni. W 1979 uzyskał stopień naukowy doktora prawa. W latach 1984–1990 był tam docentem, a od 1988 do 1991 pełnił funkcję dziekana Wydziału Prawa na macierzystym uniwersytecie. Od 1990 do 2013 był profesorem Uniwersytetu Świętego Klemensa Ochrydzkiego w Sofii. Jednocześnie w latach 1995–1997 był członkiem rady legislacyjnej przy Zgromadzeniu Narodowym Republiki Bułgarii, kierownikiem Katedry Jeana Monneta na Nowym Uniwersytecie Bułgarskim (2002–2005), prezesem rady prawnej przy prezydencie Bułgarii (2002–2003), sędzią (2003–2009) i prezesem (2009–2012) Trybunału Konstytucyjnego Bułgarii. W latach 2006–2016 był członkiem, zaś od 2013 do 2015 wiceprzewodniczącym Komisji Weneckiej Rady Europy (2013–2015). Od 2015 do 2016 zasiadał w radzie konstytucyjnej przy rzeczniku praw obywatelskich Bułgarii.
19 września 2016 został rzecznikiem generalnym Trybunału Sprawiedliwości UE.